# چم‌بطان علیا
چم‌بطان علیا، روستایی از توابع بخش بیستون شهرستان هرسین در استان کرمانشاه ایران است.

## جمعیت
این روستا در دهستان چم چمال قرار دارد و براساس سرشماری مرکز آمار ایران در سال ۱۳۸۵، جمعیت آن ۴۸۳ نفر (۱۱۷خانوار) بوده‌است.